# Peter Trummer von Labitschburg
Peter Trummer Ritter von Labitschburg (* 30. Juni 1804 in Ehrenhausen als Peter Trummer; † 7. März 1888 in Labitschberg bei Gamlitz) war ein österreichischer Jurist und Reichstagsabgeordneter.

## Leben
Peter Trummer wurde am 30. Juni 1804 als Sohn des Schulmeisters Gottlieb Trummer und dessen Ehefrau Catharina (geborene Preyin) auf der Adresse Ehrenhausen Nr. 84 geboren. Nach dem Besuch der Volksschule in Gamlitz absolvierte er von 1818 bis 1823 das Gymnasium in Marburg. Auf philosophische Jahrgänge, die er zwischen 1824 und 1826 absolvierte, folgte von 1826 bis 1829 ein Studium der Rechtswissenschaft am Lyzeum Graz. 1831 promovierte er zum Dr. iur. in Graz.
Im Jahr 1830 trat er in den staatlichen Finanzdienst als Konzeptspraktikant ein und war ab 1841 Adjunkt am steiermärkischen Fiskalamt bzw. an der steiermärkischen Kammerprokuratur in Graz. An der Universität Graz war er 1824 Supplent für Kriminalrecht und von 1838 bis 1840 für Lehens-, Handels- und Wechselrecht. Um diese Zeit heiratete er im Jahre 1836 eine Henriette Böhm († 1871), mit der er vier Söhne und drei Töchter hatte. Einer seiner Söhne war Julius Trummer Ritter von Labitschburg, der wie sein Vater Jurist war und zahlreiche öffentliche Ämter bekleidete. Zwischen 1879 und 1891 war dieser unter anderem im Grazer Gemeinderat tätig. Der am 9. April 1866 als 22-jähriger Medizinstudent an Tuberkulose verstorbene Karl Trummer Ritter von Labitschburg war ein weiterer Sohn Peters. Eine seiner Töchter war Julie Seitle von Seltei, die mit Ernst Seitle von Seltei, Major des K.u.k. Infanterieregiments „Graf von Beck-Rzikowsky“ Nr. 4, verheiratet gewesen war. Diese war mit dem Grazer Fotografen Leopold Bude (1840–1907) und dessen Ehefrau Anna (1836–1913) befreundet. Im September 1849 wurde Peter Trummers nach Znaim verheiratete Schwester Opfer eines bestialischen Mordes durch die eigene Dienstmagd.
Von Juni 1848 bis zum September 1849 war er provisorischer Staatsanwalt für Presseangelegenheiten in Graz, ehe er im Oktober Mitglied der Landeskommission für die Grundentlastung in Graz wurde. Im Jänner 1850 wurde er als Sektionsrat und Rechtskonsulent an die Generaldirektion der Kommunikationen im Handelsministerium bestellt, wo er im März 1850 seinen Dienst antrat. Ab August 1850 fungierte er als Sektionsrat extra statum im Innenministerium und war Präsident-Stellvertreter der Grundentlastungslandeskommission bzw. der Grundentlastungslandesdirektion in Graz. Um das Jahr 1854 scheint er bereits als Präsident der Grundentlastungslandeskommission auf; über den genauen Zeitpunkt der Ernennung geht jedoch nichts hervor. Mit der Verleihung des Ordens der Eisernen Krone III. Klasse wurde er am 12. Dezember 1854 in den Adelsstand erhoben und trug zusätzlich zu seinem Namen den nach seinem Wohnort benannten Zusatz Ritter von Labitschburg. Die Verleihung war bereits im April 1854 öffentlich bekanntgegeben worden. In diversen zeitgenössischen Zeitungsberichten anlässlich der Erhebungen in den Adelsstand wurde Trummer im Jänner 1855 wiederum als Präsidenten-Stellvertreter der steiermärkischen Grundentlasungs-Fondsdirection angeführt. Dies auch in späteren Zeitungsberichten, als er etwa 1858 zum Vizepräses der gedachten Staatsprüfungsabteilung ernannt wurde. Durch den damaligen Staatsminister wurde er 1864 vom ersten Vizepräses der theoretischen Staatsprüfungskommission judizieller Abteilung in Graz zum Präses dieser Prüfungskommission ernannt. 1872, zwei Jahre nachdem er von seinem bürgerlichen Beruf in den Ruhestand getreten war, wurde er auf eigenen Wunsch hin auch seines Amt als Präses der bereits genannten Prüfungskommission enthoben. Sein Nachfolger wurde der Rechtswissenschaftler Johann Blaschke, der davor den Posten des Präses der rechtshistorischen Staatsprüfungskommission bekleidet hatte.
Nachdem er zwischen 1857 und 1858 provisorischer Vizepräsident der Grundlastenablösungs- und Regulierungslandeskommission der Steiermark gewesen war, übernahm er dieses Amt als offizieller Vizepräsident im Jahre 1859 und hatte es bis zu seiner Ruhestandsversetzung im Jahre 1870 inne. Darüber hinaus war Trummer in verschiedenen Funktionen für die Steiermärkische Sparkasse tätig. So war er von 1849 bis 1850 sowie von 1867 bis 1868 Direktionsmitglied, saß von 1850 bis 1870 im Ausschuss und war in den Jahren 1850 bis 1855 sowie 1868 bis 1870 Kurator der Steiermärkischen Sparkasse.
Kurzzeitig war der gebürtige Ehrenhausener auch politisch aktiv und wurde im Zuge der Nachwahl nach der Nichtannahme des Mandats durch Karl Königshofer (Doppelwahl, Option für Steiermark, Graz rechtes Murufer) Abgeordneter des Reichstages und war als solcher von 10. Juli 1848 bis zum 7. März 1849 im Amt. Im Reichstag gehörte er unter anderem dem Verfassungsausschuss an. Bereits im Vorfeld wurde der zur damaligen Zeit teilweise in Hartberg tätige Trummer als einer der möglichen Kandidaten für die Wahl in die Frankfurter Nationalversammlung genannt. Außerdem war er seit zumindest 28. September 1848 Mitglied des Zentrumsklubs. Zumindest in den Jahren 1858 und 1859 schien er auch als Rechnungszensor des katholischen Gesellenvereins zu Graz auf.
Am 7. März 1888 starb Peter Trummer Ritter von Labitschburg, der römisch-katholischen Glaubens war, im Alter von 83 Jahren auf der sogenannten Labitschburg in Labitschberg bei Gamlitz an Altersschwäche. Im Steiermärkischen Landesarchiv befindet sich heute ein Familienarchiv der Familie Trummer von Labitschburg.